# 王赣骏
王贛駿（英語：Taylor G. Wang，1940年6月16日—），江蘇鹽城人，出生於江西省，是第一位登上太空的華人。

## 生平
1952年王贛駿隨父母到台灣，在高雄讀進修代用國小（今中正國小），高中就讀於台北的國立臺灣師範大學附屬高級中學，後曾移居香港。
1963年入讀美國加州大學洛杉磯分校物理系，1971年獲物理學博士學位。
1972年至1988年間在加州理工學院噴氣推進實驗室（JPL）工作，他负责開創和發展無容器處理科學的研究。
他擔當过NASA太空實驗室，包括：3號項目液滴動力學實驗、NASA#77-18的飛行實驗，液泡動力學實驗、NASA飛行實驗#76-20的無容積材料處理技术實驗與美國能源部的球殼狀動力學研究等主要課題的負責人。
1975年成為美國公民。隔年发表了關於零重力下轉動的液滴形態研究的论文，這篇論文引起了美国国家航空航天局的注意，隨後選取王贛駿作為其1983年6月1日太空實驗-3飛行任務的酬載科學家。

### 太空實驗
他於1985年4月29日至5月6日乘坐挑戰者號太空梭（任務代號：STS-51-B）進行了為期7天的太空飛行，並完成自己設計的零重力下液滴動態行為的物理實驗。利用自由落體塔和約翰遜航天中心（Johnson Space Center, JSC）的KC-135空中加油機和SPAR火箭等設施創造的接近零重力的實驗環境，王贛駿測試了他的聲控懸浮系統,並進行了關於液滴動力學的地面前期實驗。這些實驗的結果為太空實驗室３的液滴動力學實驗提供了有用的數據參數。他同時是聲波懸浮系統和太空實驗艙的發明人。
1985年4月29日，王贛駿在佛罗里达州的肯尼迪航天中心，搭乘挑戰者號參與了STS51B / Spacelab 3的航天飛行，於加利福尼亞州愛德華空军基地（Edwards AFB）返回落地。這是第一個實施的太空實驗室（Spacelab）使命。挑戰者的七人乘員組进行了在晶体成長的研究，液滴動力學及相關的無容積材料加工工程學，大氣跟蹤气体分光學、太陽和星球大氣模仿、宇宙光、實驗室動物和人的醫療監視。
這次飛行結束時，王贛駿在太空旅行了290萬英里，圍著地球軌道轉了110圈，歷時168個小時。從各個方面來說，這都是一個成功的任務。然而，這次任務也有一個危急关头，被STS-51B任务罗伯特·欧沃米尔指令長在後來參與挑戰者STS-51L事故调查工作期間所發現51-B有著與51-L相似的O形環的問題。Morton Thiokol的工程師後來告诉 STS-51B乘員組唐·林德說：「你們全部在十分之三秒内起死回生」。
運用在美国国家航空航天局太空任务 STS-51-B 中的微重力複合小滴實驗的研究成果，王贛駿開发了具有免疫隔離功能的多空膠囊系統，它能有效的移植細胞，並能有效地保護被移植的細胞，從而避免了抑制免抑反應藥物的使用和它們引发的消極副作用。這個新穎的免疫隔離系統由多種複合成分，多層膜璧組成，並能允許所有膠囊设计参数獨立優化以保證在大動物和人體的應用上可大規模重複生產。最近，移植學報（Transplantation Journal）發表了一篇經過專家評審的有關於 Encapsulife 技術成功應用於大動物移植細胞實驗的學術論文。在這項具有里程碑性意義的研究中，被膠囊封裝的犬胰岛被移植入了因胰腺切除而引發糖尿病的狗的體內。在未對實驗對象使用任何抑制免抑反應的藥物或抗發炎療法的情況下，被同類移植的膠囊化了的胰岛細胞表現出很好的活性和生物適應性。通過一次性的移植，总计有9條狗達到了200天的空腹血糖水平正常。此外，膠囊化胰島的再移植–追加劑量–能有效的提供在初次移植200天之外的糖血症控制。

### 美國科學名人錄
王贛駿現為位於田納西州納什維爾市（Nashville, TN）的范德比尔特大學（Vanderbilt University）的百年終身教授。他發表了大约200餘篇期刊文章，並且擁有在液泡動力學，液滴碰撞和結合，附電液滴動力學，無容積材料科學和或幹細胞移植等領域的28個美國專利。他的實驗項目又先後在1992年美國微重力實驗室1（USML-1）和1995年的美國微重力實驗室2（USML-2）上執行。獲列入《美國科學名人錄》。

### 荣誉
王贛駿荣获了甚多的荣誉和奖项，例如1985年的NASA太空飞行奖章，1987年的NASA优异科学成就奖章，1989年的亚太裔美国人成就大奖，1994年的Llewellyn J. Evans杰出科学工程管理大奖和1996年范德堡大学校友联盟授予的教育大奖等。并于2007年，王贛駿被授予由美洲中国工程师协会，国家工程学基金会颁发的亚裔美国人工程师年度类杰出科技大奖。他还曾于1990年在联合国大会为“仅有一个地球日”致詞。

## 家庭
王贛駿與其妻馮雪平育有兩個兒子：Kenneth Wang和Eric Wang。

## 逸聞

### 雙旗升天
王赣骏被美國太空總署遴選為STS-51-B任务太空梭成員后，得知按慣例每位太空人可以帶一面自己出生地的國旗跟著升空。由於當時中美已經建交，王赣骏於是携带了一面中华人民共和国国旗并在太空展示。这面国旗宽61厘米、长96厘米，由王赣骏在美国定做，尺寸基本标准，但五星的比例有些偏差。1985年7月6日至20日，王赣骏偕妻子冯雪平及儿子应中华人民共和国航天工业部的邀请访问中国大陆。7月9日下午，在中南海紫光阁与时任总理赵紫阳会面时，他将这第一幅由人类带上太空的中华人民共和国国旗赠给中華人民共和國政府，后来被收藏在中国国家博物馆。此行他还前往西安、桂林、上海、苏州、杭州等城市参观访问并发表学术报告。
另一方面，中華人民共和國駐美大使館透過正式外交管道向美國政府交涉，不准王赣骏攜帶中華民國國旗，理由是那不是他出生地的「國旗」。他後來得知太空人臨行前唯一有隱私的位置是「内衣」後，一不作二不休還把一面中華民國國旗藏匿在内衣里伴隨升空。1985年8月3日，王贛駿到访臺灣，把这面國旗交給时任中華民國行政院長俞國華。
对于携带兩面中国国旗是否有政治認同一事，他在2005年回忆说“我当时是希望国家安定团结，祖国早日实现统一。带中国国旗，因为我是中国血統，我不能忘本。我还带了儿子和太太的一些东西，还有我大学时的一些东西，这是我的私人物品，不用于商业目的，跟政治没有关系，NASA没有权力干预。”
除了国旗，王赣骏还携带了中国名茶及录有中国歌曲的磁带，他在自己穿的宇宙服上还缝上了一个绘有中国古代太极图的臂章。此外，当太空梭飞经中国上空时，他曾作象征性跑步，以示遨游了祖国山河。